# Кармацьке сільське поселення
Карма́цьке сільське поселення (рос. Кармацкое сельское поселение) — муніципальне утворення у складі Аромашевського району Тюменської області, Росія.
Адміністративний центр — присілок Кармацька.

## Населення
Населення — 387 осіб (2020; 401 у 2018, 534 у 2010, 642 у 2002).

## Склад
До складу поселення входять такі населені пункти:
| Населений пункт        | Населення, осіб (2002) | Населення, осіб (2010) |
| ---------------------- | ---------------------- | ---------------------- |
| Бобровка, присілок     | 109                    | 56                     |
| Кармацька, присілок    | 348                    | 340                    |
| Смородиновка, присілок | 185                    | 138                    |